# Vladimir Manchev
Vladimir Manchev (nascut el 6 d'octubre de 1977 a Pàzardjik (Bulgària) és un futbolista búlgar. Actualment juga al CSKA Sofia.